# Isenbruch
Isenbruch is een gehucht in de Duitse gemeente Selfkant, aan de grens bij het Nederlandse Nieuwstadt en Sittard. Isenbruch telt ongeveer 300 inwoners. Isenbruch heeft ook in de Nederlandse geschiedenis een rol gespeeld. Dat laatste geldt voor de streek en de gemeente waarvan het deel uitmaakt. Isenbruch ligt bij de westelijkste punt van Duitsland; het ligt net iets westelijker dan Millen, dat het westelijkste kerkdorp is.

## Geschiedenis

### Dorpsgeschiedenis
Isenbruch behoorde vroeger tot het ambt Millen, dat onderdeel was van het Hertogdom Gulik. In de 14e eeuw bezat Hendrik van Höngen (Hoynghen) gronden bij Isenbruch als leen van Heinsberg. Dicht bij het dorp was er een molen die in 1512 in bezit van de landsheerlijkheid was. Deze molen zou de oudste geregistreerde molen in het Heinsberger leenregister zijn, van Gerhard von Schaesberg. In het dorp was voorts een rechtbank en de parochie van Havert. Al in 1533 kende het dorp een kleine kapel. Isenbruch had in 1828 320 inwoners en behoorde tot de gemeente Havert en viel bestuurlijk onder het Amt Selfkant.
Van 23 april 1949 tot 31 juli 1963 viel Selfkant en dus ook Isenbruch onder Nederlands bewind. Op 1 augustus 1963 kwam de plaats na betaling van 280 miljoen D-marken weer onder Duits bestuur. 
Op 1 juli 1969 fuseerden de gemeenten Havert, Hillensberg, Höngen (Selfkant), Millen, Süsterseel, Tüddern, Wehr (Amt Selfkant) en de gemeente Saeffelen (Amt Waldfeucht) tot één nieuwe gemeente Selfkant.

### Kerkgeschiedenis
De parochie St. Gertrud Havert omvatte Isenbruch, Lind, Schalbruch en Stein en vormde een zelfstandige parochie. De bevolking is grotendeels katholiek. Het precieze bouwjaar van de kapel van Onbevlekte Ontvangenis van Maria is niet precies bekend. In 1521 werd het altaar gewijd. In 1582 was Peter Perarius er werkzaam. In de 18e eeuw werd de kapel gerenoveerd en verbouwd. Na herstel van oorlogsschade vond er in 1986 een grondige restauratie plaats. Als gevolg van kerkhervormingen in de rooms-katholieke bisdom Aken werd de voorheen zelfstandige katholieke parochie van Sint-Gertrud opgenomen in de gemeenschap van gemeenten (GdG) Sint Servatius Selfkant.

## Bezienswaardigheden
- Onze-Lieve-Vrouw Onbevlekt Ontvangenkapel, aan Engelbertstrasse. Het altaar werd in 1521 gewijd. Het gebouw stamt uit de 16e en 17e eeuw.
- Gut Schaesberg, een historisch landgoed
- Ten noordwesten van Isenbruch ligt het westelijkste punt van Duitsland (Grenspalen 309b, 310 en 311)
- Gedenkteken voor de gesneuvelde en vermiste soldaten

## Geografie

### Wateren
Wanneer sprake is van hevige regen of smeltwater komt het oppervlaktewater uit het gebied rond Isenbruch via de Saeffelerbeek in de Roode Beek uit, en vervolgens in de Maas. De Roode Beek heeft een lengte van 28,9 km en beslaat een stroomgebied van 173,385 km².

### Korte beschrijving
Isenbruch is een langs meerdere straten gebouwd lintdorp, gelegen op een hoogte van ongeveer 38 meter. Ten noorden van Isenbruch bevindt zich, op Nederlands grondgebied, het IJzerenbos.

## Infrastructuur
- In juni 2013 kende Isenbruch 325 inwoners.
- Hoewel Isenbruch een kleine gemeenschap is, zijn er relatief veel bedrijven gevestigd.
- Er zijn diverse bushaltes van Duitse vervoerders (buslijnen 436 en 438).
- De plaats ligt aan het NRW-fietspadennetwerk.

## Namen
- 14e eeuw - Ysenbruic
- 1512 - Ysenbroeck
- 1533 - ingen Isenbroich
- 1595 - Isenbroich
- 1662 - Isenbruch

## Nabijgelegen kernen
Nieuwstadt, Susteren, Schalbruch, Havert, Millen

## Fotogalerij

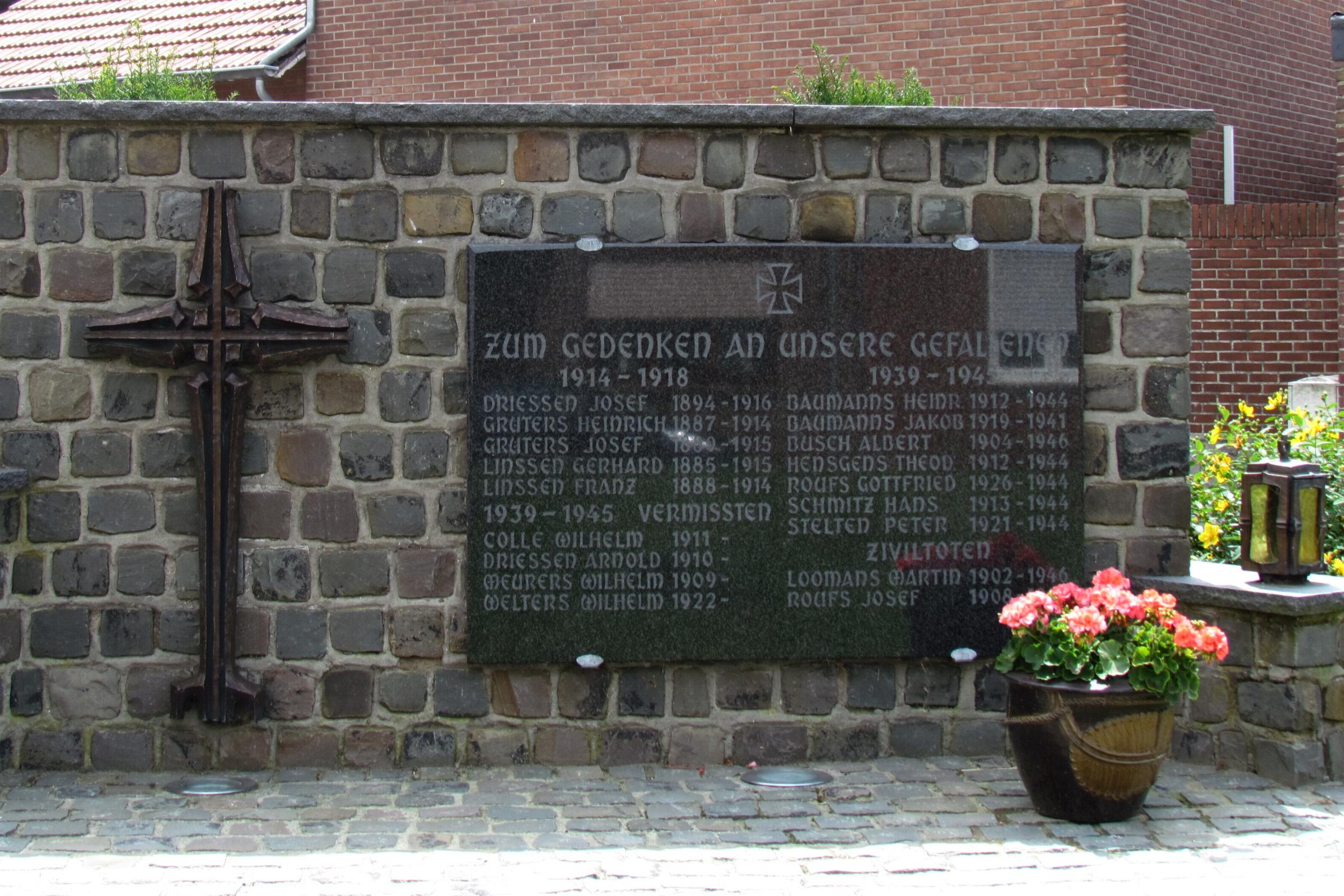
Oorlogsmonument bij de kerk
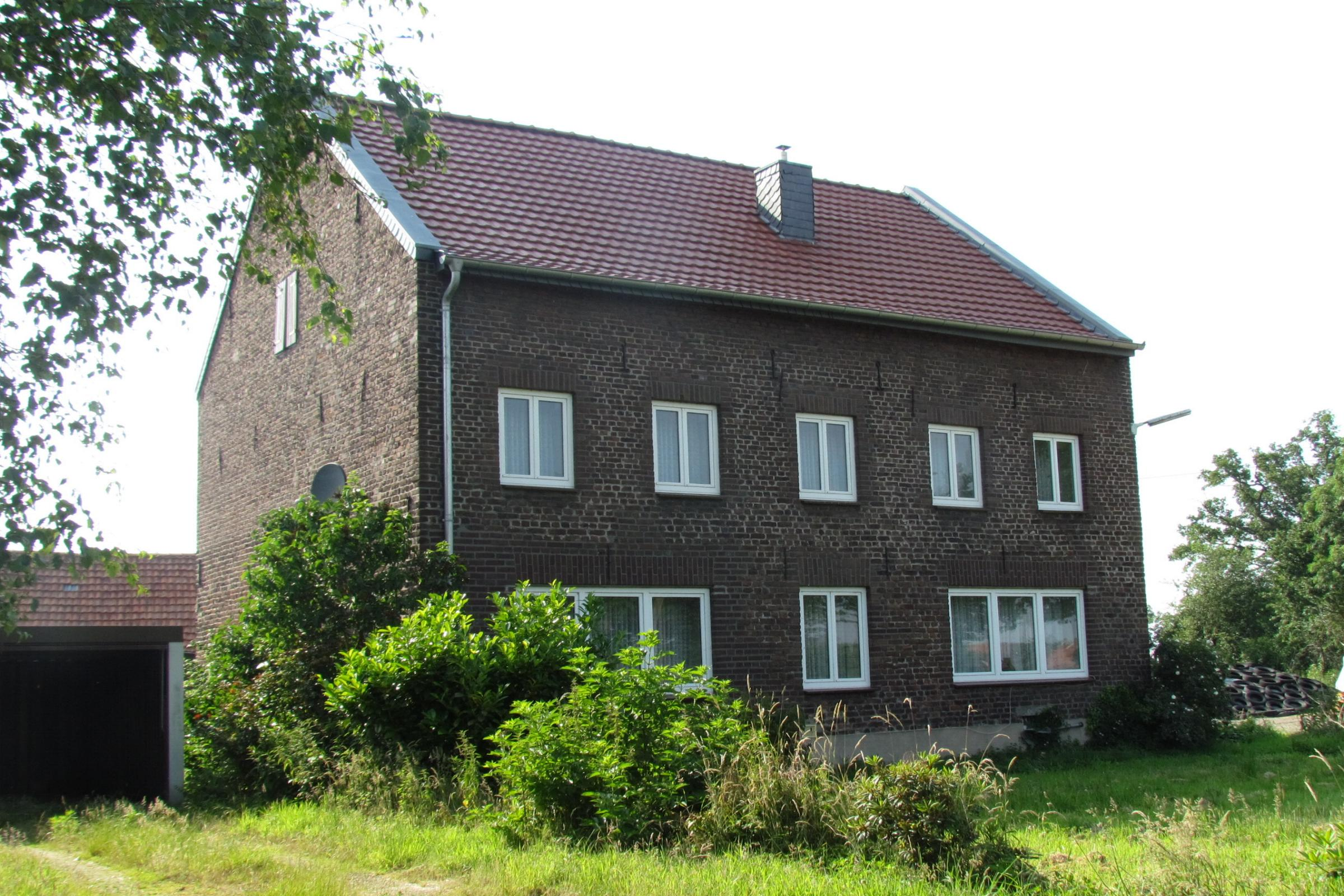
Molen
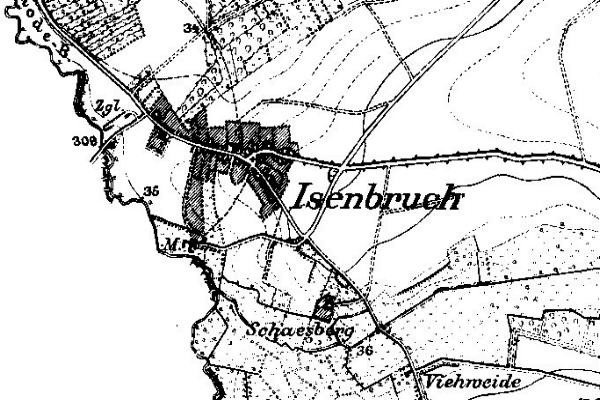
Isenbruch op de kaart van 1912
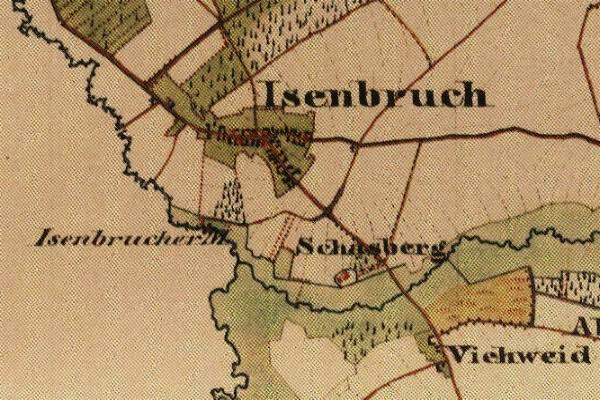
Isenbruch op de kadasterkaart van 1846
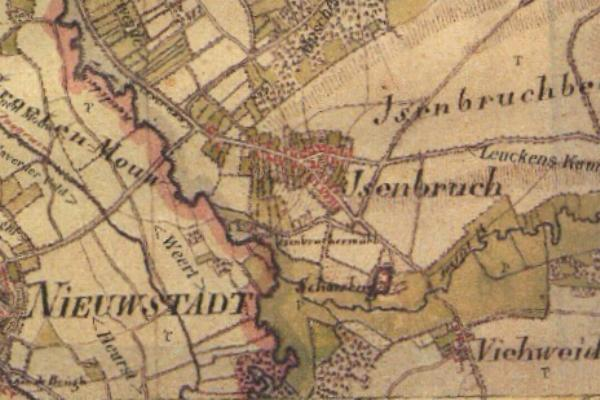
Isenbruch op de tranchotkaart 1803-1820
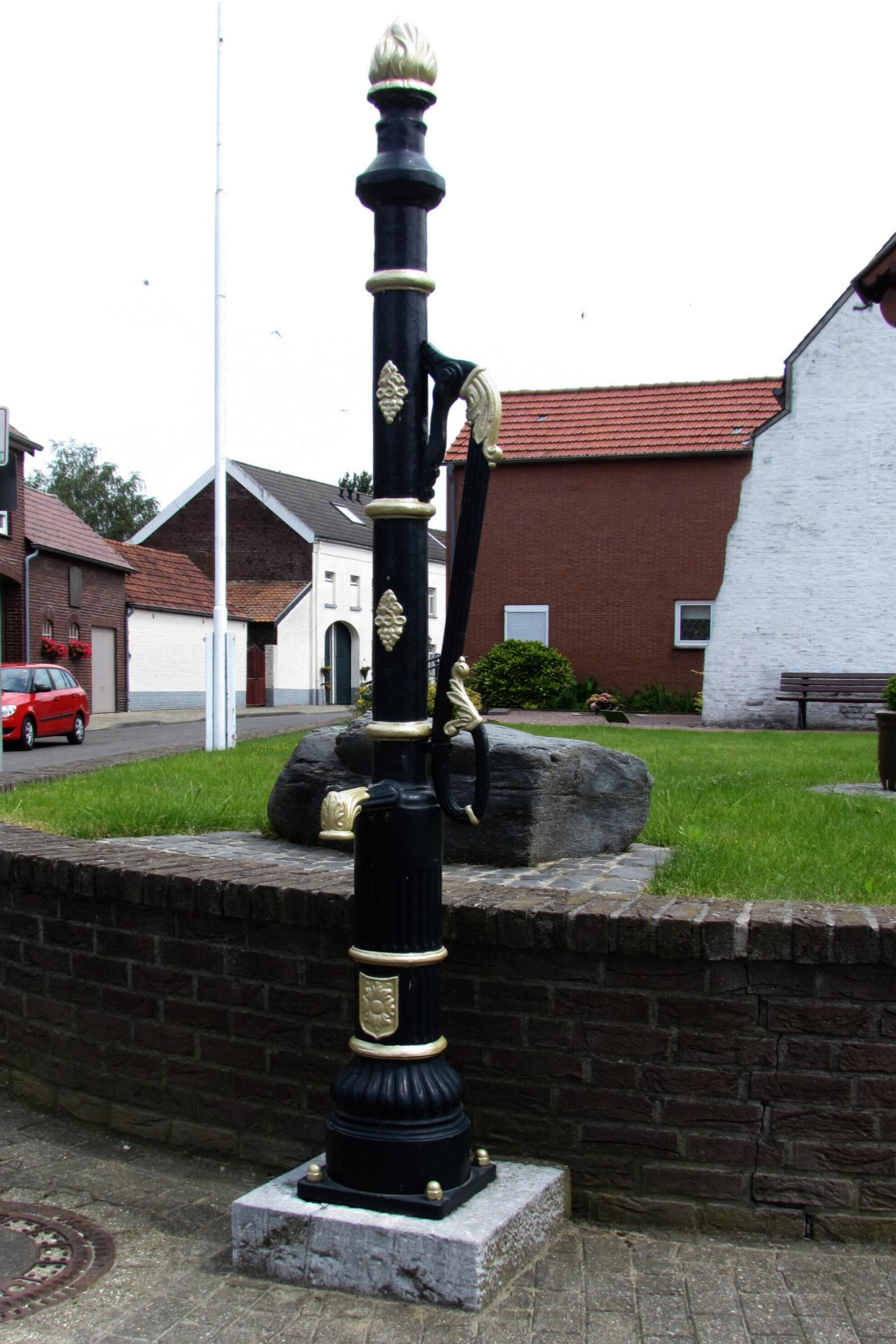
Oude waterpomp
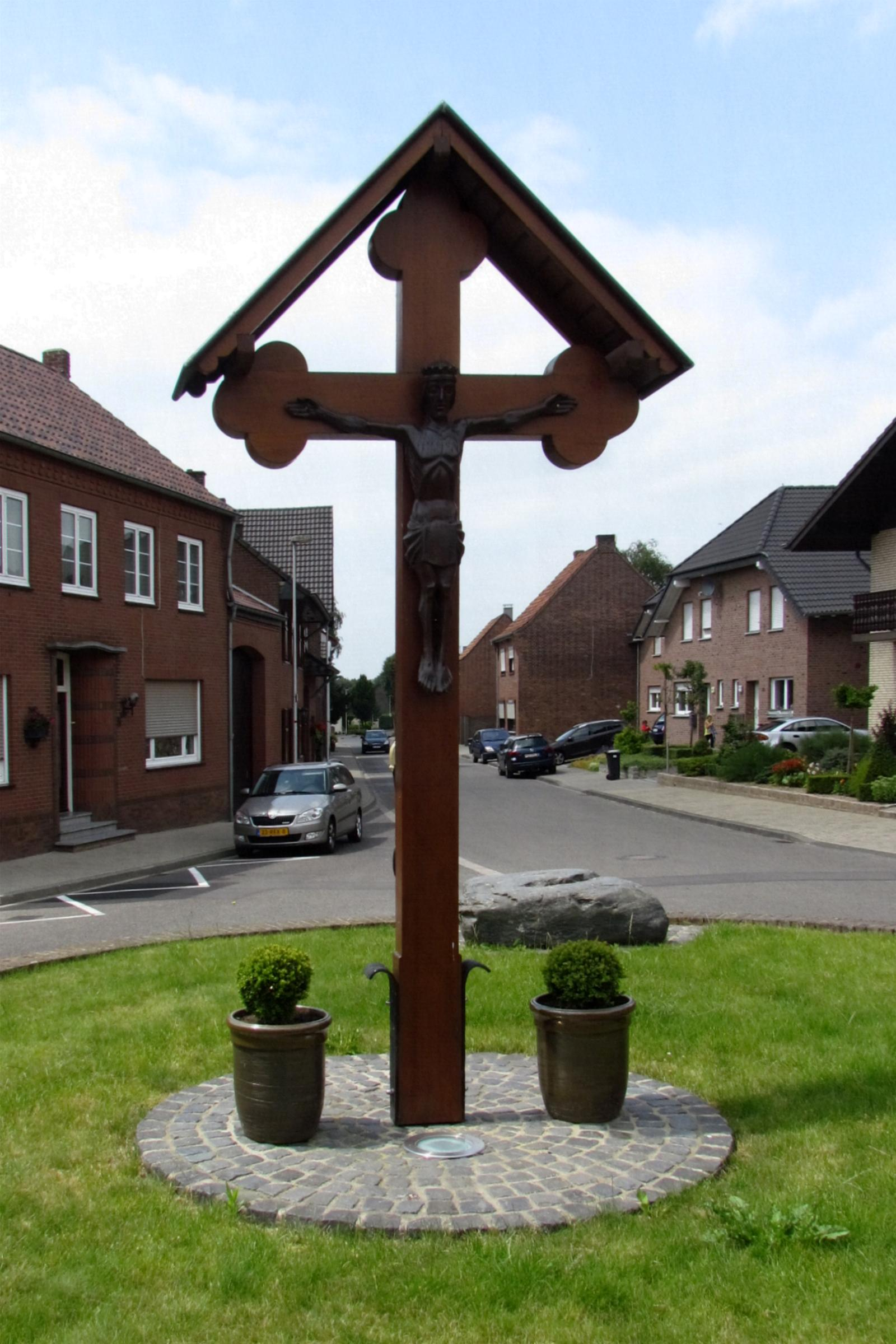
Wegenkruising bij de kerk
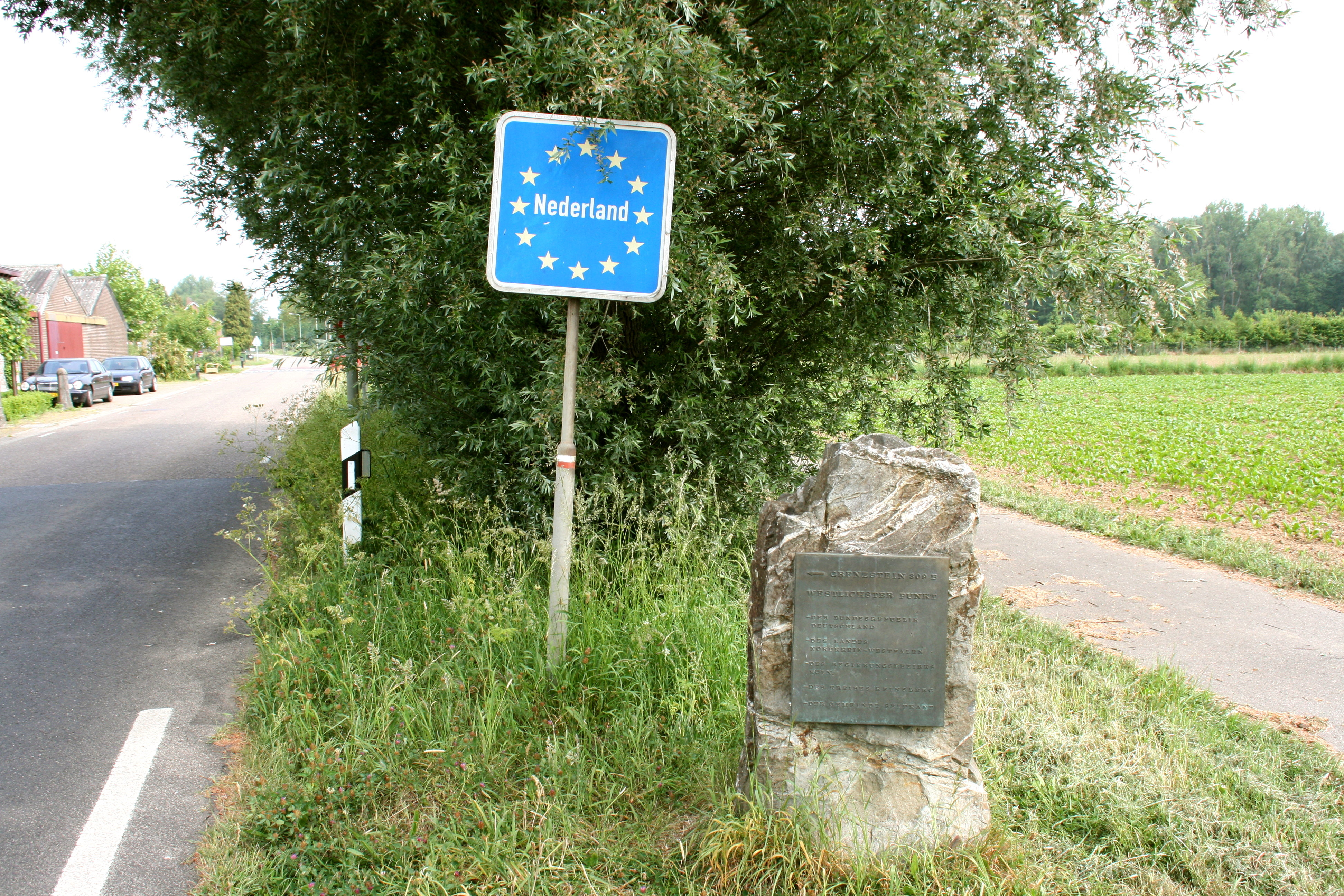
Gedenksteen aan de Nederlandse grens die het westelijkste plaatsje in Duitsland markeert.

Dieck · Großwehrhagen · Havert · Heilder · Hillensberg · Höngen · Isenbruch · Kleinwehrhagen · Millen · Millen-Bruch · Saeffelen · Schalbruch · Stein · Süsterseel · Tüddern · Wehr

Kreis Heinsberg · Regierungsbezirk Keulen · Noordrijn-Westfalen